# 卡莫
卡莫（義大利語：Camo），是意大利库内奥省的一个市镇。总面积3平方公里，人口212人，人口密度70.7人/平方公里（2009年）。ISTAT代码为004036。